# Barti
Barti (nemško Barten, litovsko Bartai) so bili starodavno prusko pleme, ki je ostalo pogansko, dokler jih v severnih križarskih vojnah niso prisilili, da so se spreobrnili v krščanstvo. Živeli so v Bartiji 
(tudi Bartenland ali Bartonija), ki se je raztezala od srednjega in spodnjega toka reke Łyne, vzdolž reke Liwno  in ob jezeru Mamri do Goljadskih gozdov. Dežela je bila dokaj dobro znana iz opisov v Chronicon terrae Prussiae (Kronika pruske dežele) iz leta 1326.
Kronika omenja, da je imela Bartija dve provinci: Veliko in Malo Bartijo. Bila je precej gosto naseljena, kar potrjujejo bogate arheološke najdbe. Ocenjuje se, da je pred vojnami s Tevtonskim viteškim redom v njej živelo okoli 17.000 prebivalcev.
Barte so, skupaj z drugimi Prusi, podjarmili tevtonski vitezi, jih prisilno pokristjanili in na njihovo ozemlje pripeljali priseljence. Pruse so prisilno asimilirali in staropruski jezik je do konca 17. stoletja izumrl.

## Zgodovina
Večletne osvajalske poskuse Poljske, številne križarske pohode na pobudo papežev in pohode Konada I. Mazovskega so  Prusi dokaj uspešno odbili. Konrad Mazovski je pozival k nadaljnjim križarskim vojnam in leta 1226 povabil tevtonske viteze, vojaški red rimskokatoliške cerkve, naj se naselijo v deželi Chełmno. Ob podpori krščanske Evrope je vojaški red razširil svoje ozemlje proti severovzhodu. Njihova strategija je bila osvojiti ozemlje in zgraditi grad- trdnjavo, ki bo služila kot izhodišče  za nadaljnjo širitev. 
Barte so Tevtonski vitezi skupaj z Varmi in Natangi podjarmili v letih 1238–1240. V Bartiji so vitezi zgradili pomembna gradova v Bartoszycah in Reszelu. Leta 1242, le dve leti po osvojitvi, so se Barti uprli in se uspeli upirati do leta 1252. Med veliko prusko vstajo (1260–1274), ki se je začela po velikem porazu in izgubah vitezov v bitki pri Durbeju, so Barti  za svojega voditelja izbrali Divana. Uporniki so leta 1264 uspeli zavzeti nekaj gradov, vključno z Bartensteinom (Bartoszyce). S pomočjo drugih pruskih plemen je Divan napadel Kulm (Chełmno), Marienburg (Malbork) in Christburg (Dzierzgoń). V vojni izčrpavanja Prusi niso mogli zmagati, ker so vitezi stalno dobivali sredstva iz zahodne Evrope. Leta 1273 je Divan oblegal še en grad, vendar je bil med obleganjem smrtno ranjen. V enem letu se je  upor končal. Nekaj upornikov je pobegnilo  v Grodno in na druga litovska ozemlja.
Bartija kljub velikim izgubam med uporom ni postala nenaseljena dežela in Barti so se še naprej upirali. Leta 1286 in 1293 so izvedli še dva poskusa upora proti tevtonskim vitezom. Leta 1286 so prosili za pomoč rügenskega vojvodo, leta 1293 pa velikega litovskega vojvodo Vitenisa. Leta 1454 je kralj Kazimir IV. Jagelo   vključil Bartijo v Kraljevino Poljsko.  Po trinajstletni vojni, najdaljši od vseh poljsko-tevtonskih vojn, je leta 1466 del Poljske postal fevd v lasti Tevtonskega reda in po letu 1525 v lasti posvetne vojvodske Prusije. Barte so v 16. ali 17. stoletju prisilno asimilirali Nemci.